# 朝鮮民主主義人民共和国の最高指導者
朝鮮民主主義人民共和国の最高指導者（ちょうせんみんしゅしゅぎじんみんきょうわこくのさいこうしどうしゃ）は、朝鮮民主主義人民共和国（北朝鮮）における事実上の元首たる最高指導者である。

## 概要
北朝鮮の歴代最高指導者は、執政政党である朝鮮労働党においては党首（中央委員会委員長→中央委員会総書記→総書記→第一書記→党委員長→総書記）を歴任し、憲法の規定により、北朝鮮は朝鮮労働党によって指導されるため、本職にある者が同国の事実上の最高指導者となる。軍においては事実上の国軍たる朝鮮人民軍の最高司令官（2019年以降は武力最高司令官）の地位を保持している。また国家機関においては、1972年制定の社会主義憲法で設置された国家主席、次いで1998年以後は国防委員会委員長が事実上の最高指導者と規定され、さらに2009年の改正で正式に国防委員会委員長（2016年以降は国務委員会委員長）が憲法上も明記されるとともに権限を拡大し、「朝鮮民主主義人民共和国の最高領導者（朝鮮語: 조선민주주의인민공화국의최고령도자）」とする規定を導入し、事実上の北朝鮮の国家元首となった。。

## 最高指導者の一覧
- 太字表記の役職は北朝鮮の最高ポストと見なされる。

| 001 | 金日成 김일성 （1912–1994）        |                                | 朝鮮労働党 |                                         |                                                 |                                                       |
| 001 | 金日成 김일성 （1912–1994）        | 内閣首相                       | 朝鮮労働党 | 1948年9月9日 - 1972年12月28日           | 1948年9月9日 - 1994年7月8日† （45年 + 302日）   | 主体思想 （十大原則）                                 |
| 001 | 金日成 김일성 （1912–1994）        | 朝鮮労働党中央委員会委員長     | 朝鮮労働党 | 1949年6月30日 - 1966年10月11日          | 1948年9月9日 - 1994年7月8日† （45年 + 302日）   | 主体思想 （十大原則）                                 |
| 001 | 金日成 김일성 （1912–1994）        | 朝鮮労働党中央軍事委員会委員長 | 朝鮮労働党 | 1950年6月26日 - 1994年7月8日            | 1948年9月9日 - 1994年7月8日† （45年 + 302日）   | 主体思想 （十大原則）                                 |
| 001 | 金日成 김일성 （1912–1994）        | 朝鮮人民軍最高司令官           | 朝鮮労働党 | 1950年7月4日 - 1991年12月24日           | 1948年9月9日 - 1994年7月8日† （45年 + 302日）   | 主体思想 （十大原則）                                 |
| 001 | 金日成 김일성 （1912–1994）        | 朝鮮労働党中央委員会総書記     | 朝鮮労働党 | 1966年10月11日 - 1994年7月8日           | 1948年9月9日 - 1994年7月8日† （45年 + 302日）   | 主体思想 （十大原則）                                 |
| 001 | 金日成 김일성 （1912–1994）        | 国家主席                       | 朝鮮労働党 | 1972年12月28日 - 1994年7月8日           | 1948年9月9日 - 1994年7月8日† （45年 + 302日）   | 主体思想 （十大原則）                                 |
| 001 | 金日成 김일성 （1912–1994）        | 国防委員会委員長               | 朝鮮労働党 | 1972年12月28日 - 1993年4月9日           | 1948年9月9日 - 1994年7月8日† （45年 + 302日）   | 主体思想 （十大原則）                                 |
| 001 | 金日成 김일성 （1912–1994）        | 永遠の国家主席                 | 朝鮮労働党 | 1998年9月5日 - （現職）                 | 1948年9月9日 - 1994年7月8日† （45年 + 302日）   | 主体思想 （十大原則）                                 |
| 002 | 金正日 김정일 （1941/1942–2011）   |                                | 朝鮮労働党 |                                         |                                                 |                                                       |
| 002 | 金正日 김정일 （1941/1942–2011）   | 朝鮮人民軍最高司令官           | 朝鮮労働党 | 1991年12月24日 - 2011年12月17日         | 1994年7月8日 - 2011年12月17日† （17年 + 162日） | 主体思想 先軍政治 （十大原則）                        |
| 002 | 金正日 김정일 （1941/1942–2011）   | 国防委員会委員長               | 朝鮮労働党 | 1993年4月9日 - 2011年12月17日           | 1994年7月8日 - 2011年12月17日† （17年 + 162日） | 主体思想 先軍政治 （十大原則）                        |
| 002 | 金正日 김정일 （1941/1942–2011）   | 朝鮮労働党総書記               | 朝鮮労働党 | 1997年10月8日 - 2011年12月17日          | 1994年7月8日 - 2011年12月17日† （17年 + 162日） | 主体思想 先軍政治 （十大原則）                        |
| 002 | 金正日 김정일 （1941/1942–2011）   | 朝鮮労働党中央軍事委員会委員長 | 朝鮮労働党 | 1997年10月8日 - 2011年12月17日          | 1994年7月8日 - 2011年12月17日† （17年 + 162日） | 主体思想 先軍政治 （十大原則）                        |
| 002 | 金正日 김정일 （1941/1942–2011）   | 永遠の総書記                   | 朝鮮労働党 | 2012年4月11日 - 2021年1月10日（事実上） | 1994年7月8日 - 2011年12月17日† （17年 + 162日） | 主体思想 先軍政治 （十大原則）                        |
| 002 | 金正日 김정일 （1941/1942–2011）   | 永遠の国防委員会委員長         | 朝鮮労働党 | 2012年4月13日 - （現職）                | 1994年7月8日 - 2011年12月17日† （17年 + 162日） | 主体思想 先軍政治 （十大原則）                        |
| 003 | 金正恩 김정은 （1983年/1984年 - ） |                                | 朝鮮労働党 |                                         |                                                 |                                                       |
| 003 | 金正恩 김정은 （1983年/1984年 - ） | 朝鮮人民軍最高司令官           | 朝鮮労働党 | 2011年12月30日 - 2019年4月15日          | 2011年12月17日 - （現職） （13年 + 88日）       | 主体思想 金日成・金正日主義 （十大原則） （並進路線） |
| 003 | 金正恩 김정은 （1983年/1984年 - ） | 武力最高司令官                 | 朝鮮労働党 | 2019年4月15日 - （現職）                | 2011年12月17日 - （現職） （13年 + 88日）       | 主体思想 金日成・金正日主義 （十大原則） （並進路線） |
| 003 | 金正恩 김정은 （1983年/1984年 - ） | 朝鮮労働党第一書記             | 朝鮮労働党 | 2012年4月11日 - 2016年5月9日            | 2011年12月17日 - （現職） （13年 + 88日）       | 主体思想 金日成・金正日主義 （十大原則） （並進路線） |
| 003 | 金正恩 김정은 （1983年/1984年 - ） | 朝鮮労働党中央軍事委員会委員長 | 朝鮮労働党 | 2012年4月11日 - （現職）                | 2011年12月17日 - （現職） （13年 + 88日）       | 主体思想 金日成・金正日主義 （十大原則） （並進路線） |
| 003 | 金正恩 김정은 （1983年/1984年 - ） | 国防委員会第一委員長           | 朝鮮労働党 | 2012年4月13日 - 2016年6月29日           | 2011年12月17日 - （現職） （13年 + 88日）       | 主体思想 金日成・金正日主義 （十大原則） （並進路線） |
| 003 | 金正恩 김정은 （1983年/1984年 - ） | 朝鮮労働党委員長               | 朝鮮労働党 | 2016年5月9日 - 2021年1月10日            | 2011年12月17日 - （現職） （13年 + 88日）       | 主体思想 金日成・金正日主義 （十大原則） （並進路線） |
| 003 | 金正恩 김정은 （1983年/1984年 - ） | 国務委員会委員長               | 朝鮮労働党 | 2016年6月29日 - （現職）                | 2011年12月17日 - （現職） （13年 + 88日）       | 主体思想 金日成・金正日主義 （十大原則） （並進路線） |
| 003 | 金正恩 김정은 （1983年/1984年 - ） | 朝鮮人民の最高代表者           | 朝鮮労働党 | 2019年4月11日 - （現職）                | 2011年12月17日 - （現職） （13年 + 88日）       | 主体思想 金日成・金正日主義 （十大原則） （並進路線） |
| 003 | 金正恩 김정은 （1983年/1984年 - ） | 朝鮮労働党総書記               | 朝鮮労働党 | 2021年1月10日 - （現職）                | 2011年12月17日 - （現職） （13年 + 88日）       | 主体思想 金日成・金正日主義 （十大原則） （並進路線） |